# 于利希-克莱沃-贝格联合公国
于利希-克莱沃-贝格联合公国（德語：Vereinigte Herzogtümer Jülich-Kleve-Berg）是1521年至1666年間神聖羅馬帝國的領土，由于利希公國、克莱沃公国和贝格公国的個人聯合而組成。
1815年至1822年間，普魯士王國的于利希-克莱沃-贝格省在維也納會議後重新命名並建立。今天，該省的領土分屬德國北萊茵-威斯特法倫州和荷蘭海爾德蘭省。

## 歷史

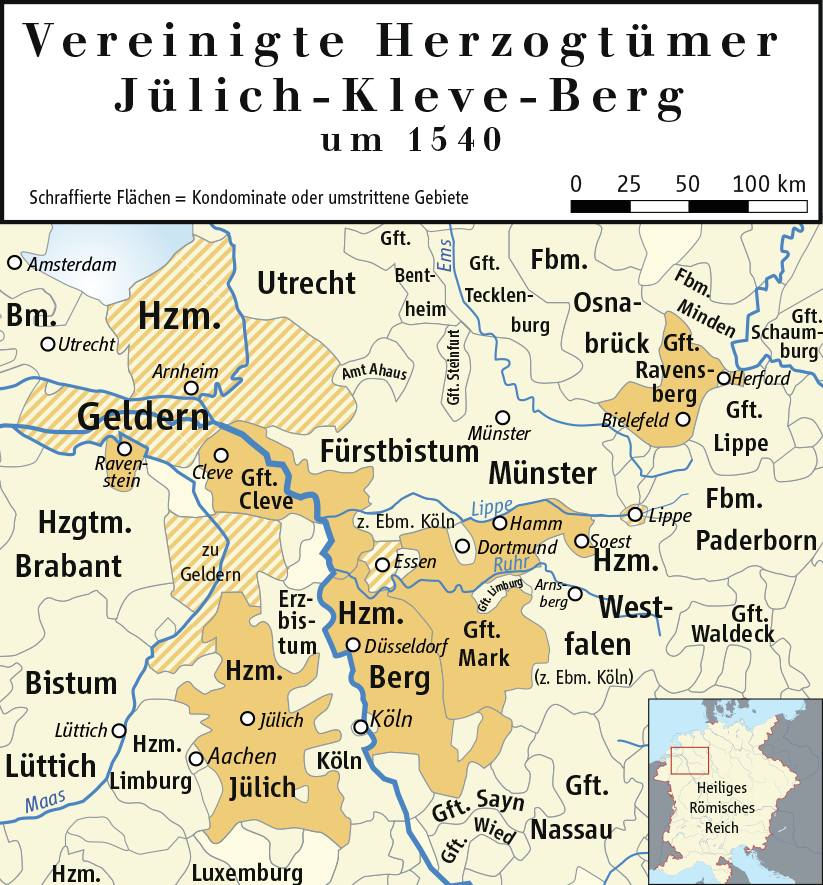
約1540年的于利希-克萊沃-貝格公國地圖，亦包括海爾德蘭省

于利希-克萊沃-貝格聯合公國是神聖羅馬帝國內的一個聯合國家。于利希和貝格公國早於1423年合併。將近一個世紀後的1521年，這兩個公國連同拉文斯貝格伯國的男性繼承人絕嗣，末代公爵只有一位女兒於利希-貝格的瑪麗亞；根據薩利克法，女性只能通過丈夫或監護人持有財產，得益於1509年的戰略婚姻，于利希-貝格因此傳給了她的丈夫——和遠親——克萊沃和馬克公爵約翰三世。這個聯合公國控制了當今德國北萊茵-威斯特法倫州的大部分地區，除了科隆選侯國和明斯特主教采邑所擁有的領地。
然而，在約翰三世策略性聯姻僅一個世紀後，統一的公爵血統就絕嗣了，引發了一場爭奪領地繼承權的戰爭。約翰三世的孫子——約翰·威廉公爵——於1609年去世無嗣。他的兩個長姊的繼承人都各自宣稱擁有領地的繼承權。受到德西德里烏斯·伊拉斯謨的人文主義的啟發，之前聯合公國的歷任公爵們都設法在宗教改革後兩個教派的鬥爭之中採用中間落墨的方案，但現時爭奪公國的兩位可能繼承人在宗教立場上卻處於明確的對立面。皇帝魯道夫二世和韋廷薩克森公爵對領地的貪婪慾望使情況變得更加複雜——前者尤其令法國的亨利四世和荷蘭共和國擔憂，他們害怕任何令哈布斯堡尼德蘭變得強大的行動。
其中一個姊姊克萊沃的瑪麗的女兒，信仰路德宗的普魯士的安娜嫁給了勃蘭登堡選侯約翰·西吉斯蒙德。而約翰·威廉的另一個姊姊，屬天主教徒的克萊沃的安娜 (1552-1632)則嫁給了普法爾茨-諾伊堡的菲利普·路德維希。結果，在于利希王位繼承戰爭（三十年戰爭的前身之一）結束簽訂克桑滕條約之後，新教居民居多的領土（克萊沃、馬克和拉文斯貝格）被給予勃蘭登堡-普魯士，而天主教徒居多的領地（于利希和貝格）則被授予普法爾茨-諾伊堡。由於被軍隊踐踏多年，摧毀了之前在約翰·威廉的父親富人威廉統治下這片享有盛名的土地所積累的大部分財富。
菲利普·路德維希的孫子菲利普·威廉於1685年成為普法爾茨選侯，貝格的首都杜塞爾多夫成為普法爾茨選侯國選侯的居所，直到這個世系於1777年同時繼承巴伐利亞為止。1701年，勃蘭登堡選帝侯成為普魯士國王；克萊沃-馬克是他們在德意志西部得到的第一個領地，它是未來普魯士萊茵蘭的發源地。

## 于利希-克萊沃-貝格公爵（拉馬克家族）
- 1539年–1592年: 富人威廉
- 1592年–1609年: 約翰·威廉

## 外部連結
- Archive.org: 1635年的于利希-克萊沃-貝格聯合公國網上地圖